# Кубаревка
Кубаревка — деревня в Можайском районе Московской области в составе сельского поселения Бородинское. Численность постоянного населения по Всероссийской переписи 2010 года — 4 человека. До 2006 года Кубаревка входила в состав Бородинского сельского округа.
Деревня расположена в северо-западной части района, примерно в 20 км к северо-западу от Можайска, на левом берегу реки Воинка (левый приток Колочи), высота центра над уровнем моря 230 м. Ближайшие населённые пункты — Горячкино на востоке, Грязи на юго-востоке и Ерышово на юго- западе.